# Nazarín (novela)
Nazarín es una novela del escritor español Benito Pérez Galdós publicada en mayo de 1895, dentro del ciclo "espiritualista" de las "Novelas españolas contemporáneas".
Narra las aventuras y filosofía del sacerdote visionario Nazario Zaharín, el primero en la tríada de personajes-héroes movidos por un cristianismo elemental y utópico, junto a la Catalina de Halma y la Benina de Misericordia, galería que puede completarse —tras su conversión— con Ángel Guerra.
En 1959, fue adaptada al cine por Luis Buñuel, dentro de la trilogía del realizador aragonés dedicada a Galdós, que complementaron Viridiana en 1961 y Tristana en 1970.

## Análisis del argumento
La mayoría de los críticos coinciden en relacionar esta novela con la lectura atenta que de la obra de León Tolstói pudo hacer Galdós en la última década del siglo XIX. La interpretación que el escritor ruso hizo de los textos de los evangelistas Mateo y Lucas —y que le valieron ser excomulgado por el Santo Sínodo—, aparece asimilada ya en 1893-94 en dos de las novelas de Torquemada. El galdosista Gustavo Correa opina que por encima de Tolstói y los Evangelios pesó sobre Galdós la tradición mística española, en especial de Juan de la Cruz y Teresa de Jesús, cuya vida y obra parecen el modelo de contemplación-acción que mueve los actos de Nazarín.
La narración comienza un Martes de Carnaval; el supuesto narrador conoce la fonda de la calle de las Amazonas donde se hospeda el singular sacerdote, a través de un periodista buen conocedor de los bajos fondos de Madrid. Entre máscaras y tarascas que se pintarrajean la cara “para poetizar la mirada”, la Chanfaina, dueña de la pensión, les introduce al joven Nazario, de rasgos bereberes: “un castizo árabe sin barbas”.
El padre Nazario —un manchego oriundo de Miguelturra— abandona su cómoda vida sacerdotal en Madrid para echarse a los caminos. En su vagabundeo por los arrabales del sur de Madrid lo acompañan dos fieles discípulas, Ándara y Beatriz, personajes mezcla del Sancho Panza cervantino (son muy populares y malhabladas) con las Marta y María evangélicas. Nace así una mixtificación de Don Quijote y Jesús de Nazaret. Del primero conserva Nazarín su idealismo, su nomadismo y su incapacidad (o resistencia voluntaria) para adaptarse a la sociedad; del segundo, su misticismo, su pacifismo, su entrega al prójimo e incluso un cierto mesianismo. Otros definen la 'ideología' del misionero errante como “una especie de comunismo cristiano”, sin industria y opuesto a la propiedad privada, reivindicando la pobreza generalizada. Apóstol de la resignación, Nazarín —entre la santidad y la locura— se ofrece como ejemplo y precursor del nuevo sentimiento religioso que acabará desenmascarando el engaño oculto en el ideal del progreso.

"¿Para qué sirve un santo más que para divertir a los chiquillos de las calles?".
Benito Pérez Galdós, Nazarín, parte I, cap. V.